# Жумар
Жума́р (жюмар) — элемент снаряжения альпинистов, спелеологов, спасателей, скалолазов, промальпов, применяемый в верёвочной технике для подъёма по вертикальным перилам. Жумар представляет собой механический зажим кулачкового типа для подъёма по верёвке. Родоначальниками жумара, в том виде в котором мы его знаем сейчас, являются швейцарские альпинисты Адольф Жюзи (Adolph Jusi) и Вальтер Марти (Walter Marti), которые в 1958 году создали эксцентриковые зажимы, названные ими по начальным буквам аббревиатуры своих фамилий — «Жумар» («JuMar»). В мае того же года они изготовили первые 10 пар верёвочных зажимов, а осенью опубликовали их описание в официальном журнале Британского Совета Альпинизма (British Mountaineering Council) — «Mountaineering» от 30 сентября 1958 года.

## Конструктивные особенности
В основе конструкции жумара лежит эксцентрик (у эксцентрика расстояние от оси вращения до рабочей поверхности — неодинаково). При движении жумара вверх по верёвке эксцентрик (кулачок) с шипами свободно скользит по верёвке. При тяге жумара в обратную сторону кулачок с шипами упирается в верёвку и прижимает её к внутренней стенке жумара, блокируя движение. Это даёт возможность использовать жумар для подъёма по верёвке. Жумар также может быть применён и как фиксирующее устройство при подъёме грузов, при условии отсутствия динамических рывков.
Стандартные жумары имеют гарантированную прочность в штатном режиме работы не менее 4 кН (400 кгс). Чтобы не портить верёвку, рабочие нагрузки на него не должны превышать 150—250 кг. Зажим, как правило, работает на верёвках диаметром 8-12 мм (в зависимости от фирмы-производителя). При работе на грязных, обледенелых верёвках возможно проскальзывание жумара.
Большинство жумаров имеют дополнительные точки для крепления карабинов (как правило, 2-3). Также большинство устройств имеют возможность фиксации эксцентрика (кулачка) в «открытом» положении с помощью специального рычага.
Жумары могут сильно испортить верёвку, особенно динамическую, если прикладывать к ним значительную нагрузку (например, при рывках, срывах, натяжении верёвки с использованием полиспаста). После превышения определённой нагрузки (величина зависит от диаметра и конструкции верёвки), жумар снимает верхний слой оплётки на верёвке, проскальзывая, но не разрывая её полностью (как правило, центральные продольные волокна остаются целыми).
Различают 2 типа жумаров — «праворукие» и «леворукие», то есть приспособленные для работы той или иной рукой. Суть различия заключается в расположении эксцентрика и рабочей поверхности (паза, в который заправляют верёвку) с той или другой стороны от основной плоскости устройства.